# Утред, Генри
Сэр Генри Утред или Оугтред (англ. Henry Ughtred; ок. 1533 — июнь 1599) — английский дворянин, член Палаты общин и кораблестроитель в правление Елизаветы I Тюдор. Один из его кораблей, «Лестер», вместе с сэром Фрэнсисом Дрейком выступил против Испанской Армады. Он был избран депутатом парламента от Мальборо в 1584 году и от Грейт-Бедвина в 1589 году. Богатый землевладелец, Утред играл активную роль в колонизации Ирландии и был посвящен в рыцари лордом-наместником в 1593 году. Сын сэра Энтони Утреда (ок. 1478—1534) и Элизабет Сеймур, сестры Джейн, третьей жены Генриха VIII.

## Семья

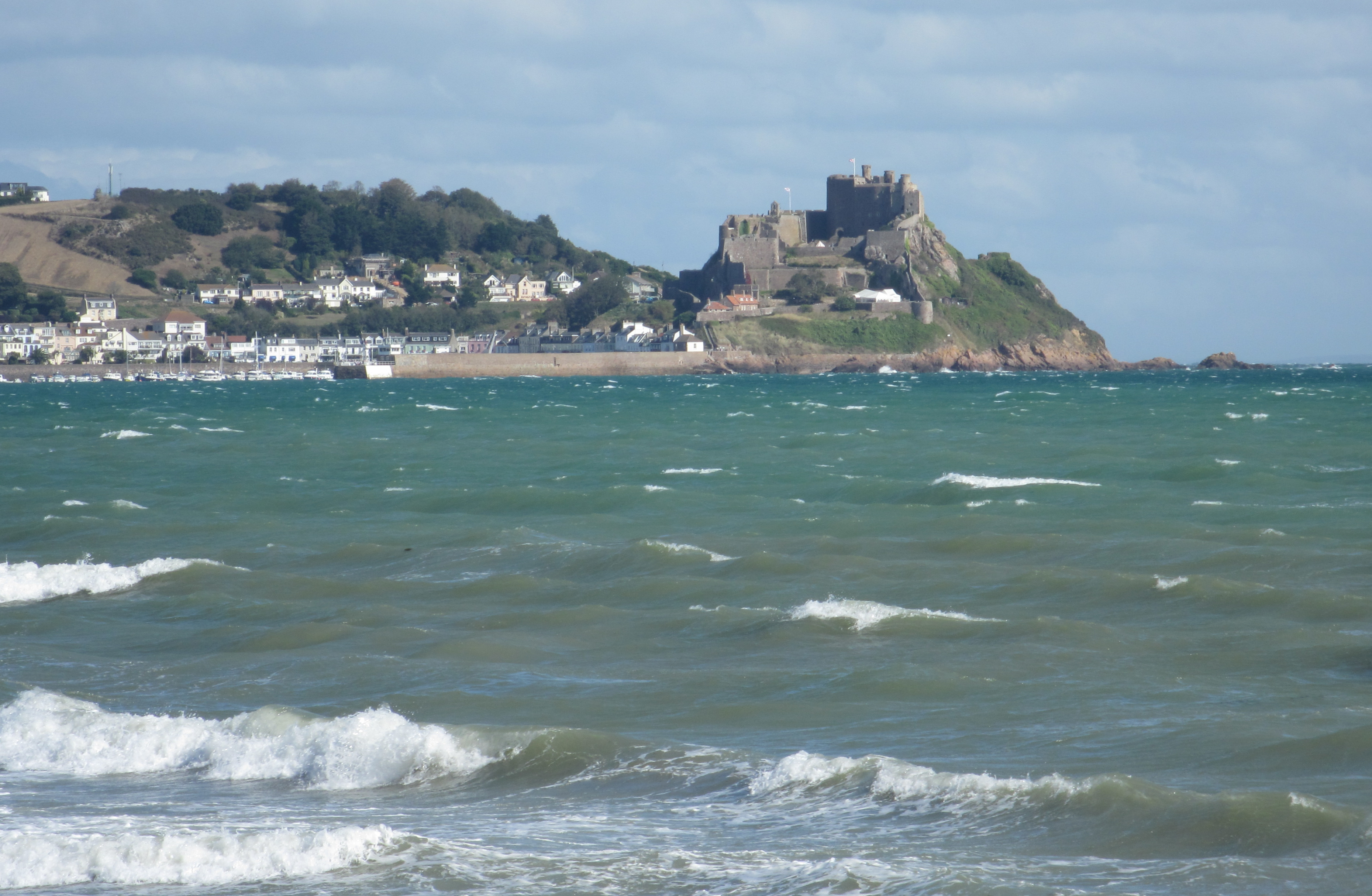
Замок Монт-Оргёй с видом на гавань Гори, Сент-Мартин, остров Джерси

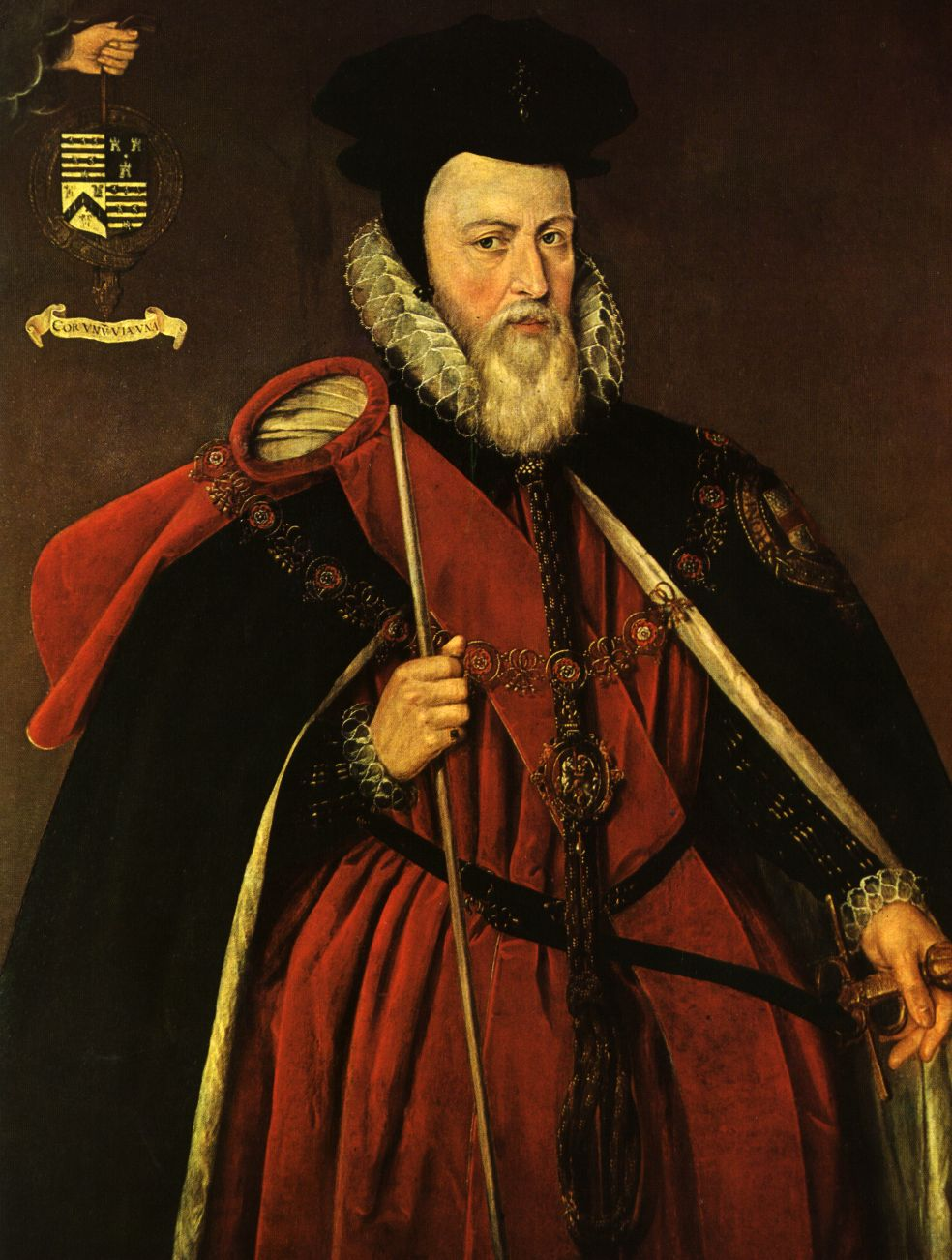
Уильям Сесил, 1-й барон Бёрли

Генри Утред родился около 1533 года в замке Монт-Оргёй, также известном как замок Гори, на острове Джерси. Единственный сын сэра Энтони Утреда, губернатора Джерси, и Элизабет, дочери сэра Джона Сеймура из Вулф-Холла, Уилтшир, и Марджери, дочери сэра Генри Уэнтуорта. Сэр Энтони Утред умер в Джерси 6 октября 1534 года и был похоронен в часовне Святого Георгия в замке Монт-Оргёй. После смерти мужа его мать вернулась в Кексби, Йоркшир. Поместье Кексби было даровано на всю жизнь сэру Энтони Утреду и его жене королем Генрихом VIII в 1531 году, и именно здесь, вероятно, родилась сестра Генри Марджери. Позже Марджери Утред вышла замуж за Уильяма Хунгейта из Бернби, Йоркшир, и родила ему двух сыновей — Уильяма и Леонарда.

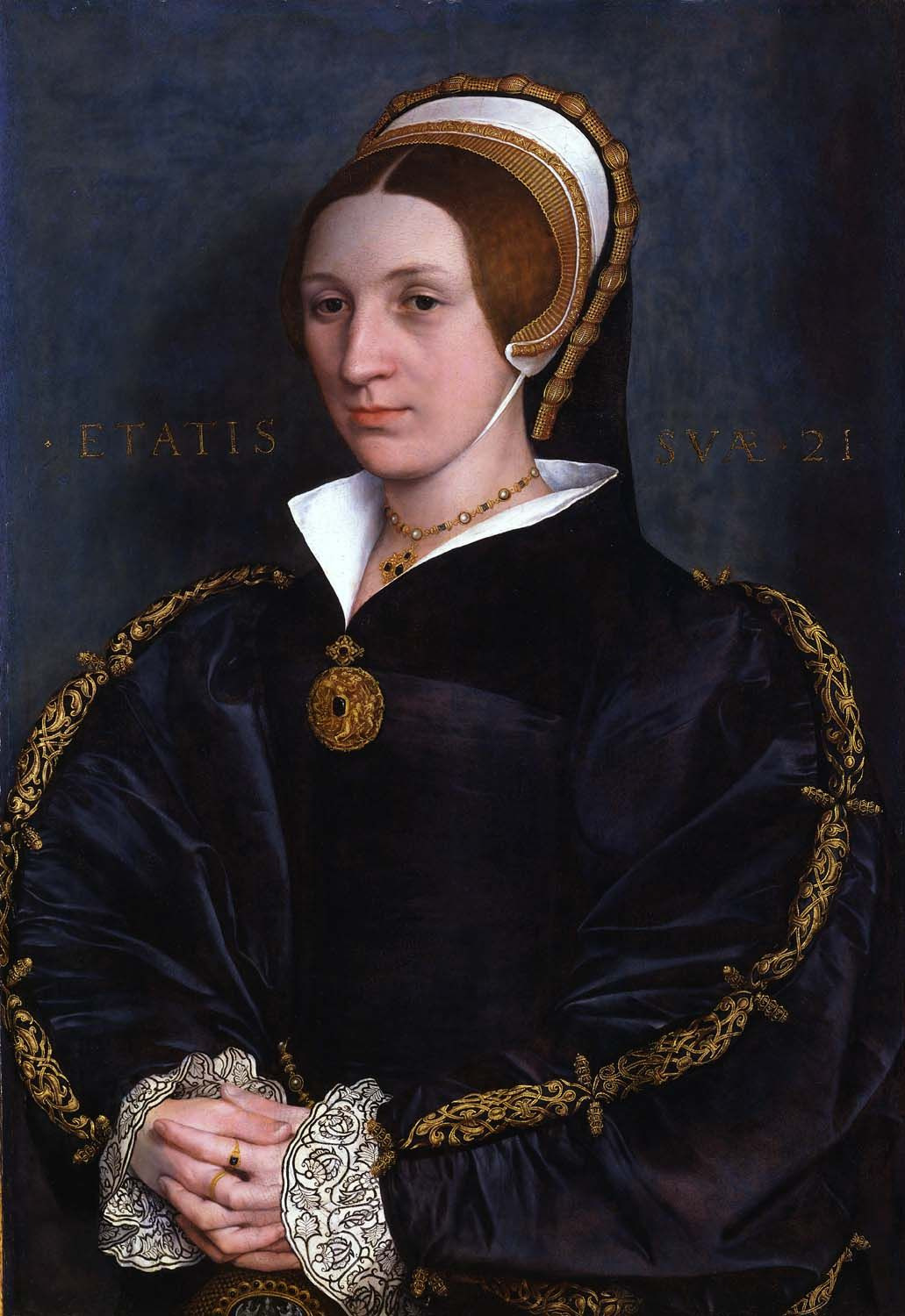
Портрет дамы, вероятно, члена семьи Кромвелей, возможно, Элизабет Сеймур, около 1535—1540 годов, Ганс Гольбейн

В 1537 году его мать вышла замуж за Грегори Кромвеля (1520—1551), впоследствии барона Кромвеля, сына и наследника главного министра Генриха VIII Томаса Кромвеля, 1-го графа Эссекса. После смерти Грегори Кромвеля в 1551 году она вышла замуж в 1554 году за сэра Джона Паулета, впоследствии барона Сент-Джона, старшего сына Уильяма Паулета, 1-го маркиза Уинчестера. Она умерла 19 марта 1568 года и была похоронена в церкви Святой Марии в Бейсинге, графство Хэмпшир.
После смерти своего отчима Джона Паулета, 2-го маркиза Уинчестера, в 1576 году, Генри Утред был вовлечен в длительный и ожесточенный спор со своим сводным братом Уильямом Паулетом, 3-м маркизом Уинчестерским, который обвинил его, как исполнителя воли отца, в плохом управлении имуществом и неспособности урегулировать претензии ряда арендаторов и слуг. Уильям Паулет передал это дело Уильяму Сесилу, 1-му барону Берли, и в июне 1582 года Генри Утред написал лорду Берли, чтобы защитить себя, жалуясь на «жесткие слова», которые лорд Берли использовал к нему в Звёздной палате. Он утверждал, что обвинения маркиза были несправедливы, и сообщил лорду Берли, что теперь он фактически узник в своем собственном доме и что он был занят этим делом в течение семи месяцев, что стоило ему более 1000 фунтов стерлингов к большому препятствию его «частным делам» и пустой трате драгоценного времени. В следующем году он был заключен в тюрьму на несколько месяцев во флоте по тому же самому делу. В начале 1586 года спор был передан в Палату лордов, где рассматривался вопрос о вступлении вдовствующей маркизы в брак, и Генри Утред дал показания о своем назначении душеприказчиком. Уильям Паулет неумолимо преследовал это дело в течение нескольких лет, а в 1596 году из злого умысла убедил Тайный Совет отстранить Генри Утреда от должности капитана замка Нетли на том основании, что его долгое отсутствие в Ирландии заставило его пренебречь своими обязанностями.

## Член парламента
Генри Утред был мировым судьей в Хэмпшире с 1575 по 1593 год, шерифом в Хэмпшире с 1581 по 1582 год, членом Совета Манстера в 1587 году и капитаном замка Нетли в Хэмпшире до 1596 года.
В 1584 году Генри Утред был избран членом парламента Мальборо, а в 1589 году — Грейт-Бедвина. Он, несомненно, был обязан своим парламентским статусом влиянию Сеймура. Его двоюродный брат Эдвард Сеймур, 1-й граф Хартфорд, был лордом Мальборо и в этот период также доминировал на выборах в Грейт-Бедвине, где соправителем Утреда в 1589 году был другой двоюродный брат, Джон Сеймур.
15 февраля 1585 года Генри Утред участвовал в совещании с лордами, которые якобы занимались мошенническими перевозками, но на самом деле были озабочены отношениями между Палатой лордов и Палатой общин Англии. 5 марта он был назначен членом Комитета Палаты общин, занимавшегося законом о бедных, а 11 марта вместе со своим сводным братом Томасом Кромвелем и сэром Уильямом Мором был назначен на должность курьера. Он обвинялся в клеветнических высказываниях по поводу обращения палаты представителей с законопроектом, касающимся кожевников. Он выступал в прениях по законопроекту о борьбе с мошенниками и бродягами в этом парламенте, утверждая, что большие суммы выделяются на незначительные цели в исправительных домах. Он выступал против возвращения бродяг в их собственный приход, где их должны были поддерживать жители «бедных деревень и хуторов», у которых «уже было больше своих, чем работы».
В парламенте 1589 года Генри Утред служил в комитете по субсидиям 11 февраля, и он говорил о законопроекте о капитанах и солдатах, а также о службе в комитете 26 февраля. На следующий день он был назначен на совещание с лордами в том же духе, что и 15 февраля 1585 года. На этот раз речь шла о неприязни королевы к биллю о поставщиках.

## Судовладелец и судостроитель

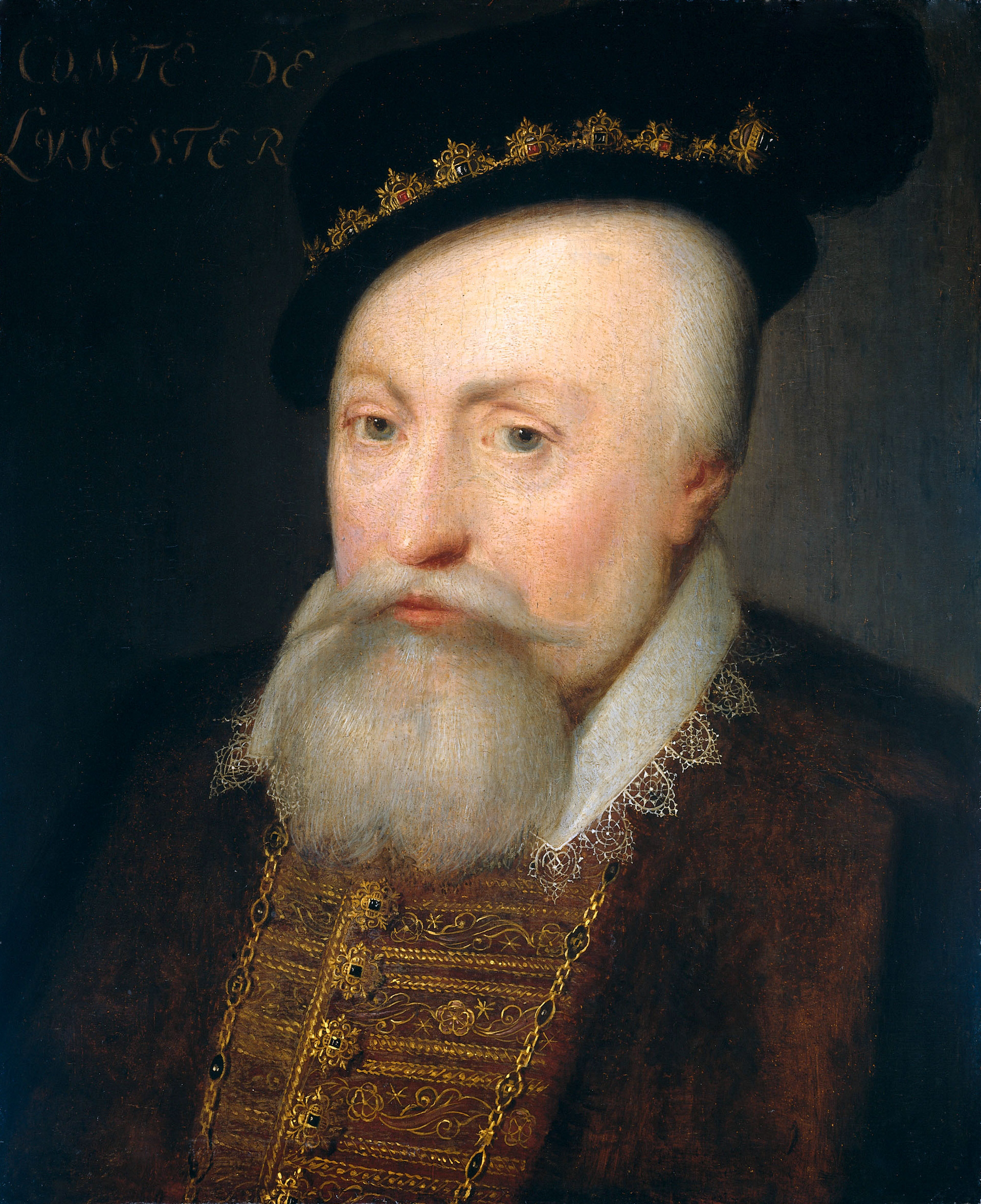
Роберт Дадли, 1-й граф Лестер

Как судовладелец, Генри Утред знал, что моряки, получившие жалованье после плавания, рискуют стать безработными и быть причисленными к бродягам. Саутгемптон, где он прожил несколько лет, столкнулся с этой проблемой в начале 1580-х годов. Генри Утред хорошо знал, что корабли иногда оставляют гнить в гавани, потому что владельцы не могут оплатить стоимость ремонта. В августе 1582 года Генри Ноллис сообщил об этом Сэру Фрэнсису Уолсингему, что бретонский корабль, который он привез в Хэмптон, простоял там четыре года, и никто на него не претендовал. Затем Ноллис отдал его Генри Утреду, который не успел её починить, как прежние владельцы потребовали её обратно.
Эмбарго на отправку кораблей в море после приобретения Филиппом II Португалии привело бы Утреда к серьёзным потерям, если бы ему не было позволено «с учётом его больших затрат, понесенных в строительстве различных кораблей и их доставке в море», отправить Галеон (500 тонн), Елизавету (140 тонн) и Жанну (80 тонн). Полученная им лицензия на экспорт 500 квартеров пшеницы в Португалию была аннулирована из-за политической ситуации, однако ему было разрешено отправить такое же количество в Ирландию.

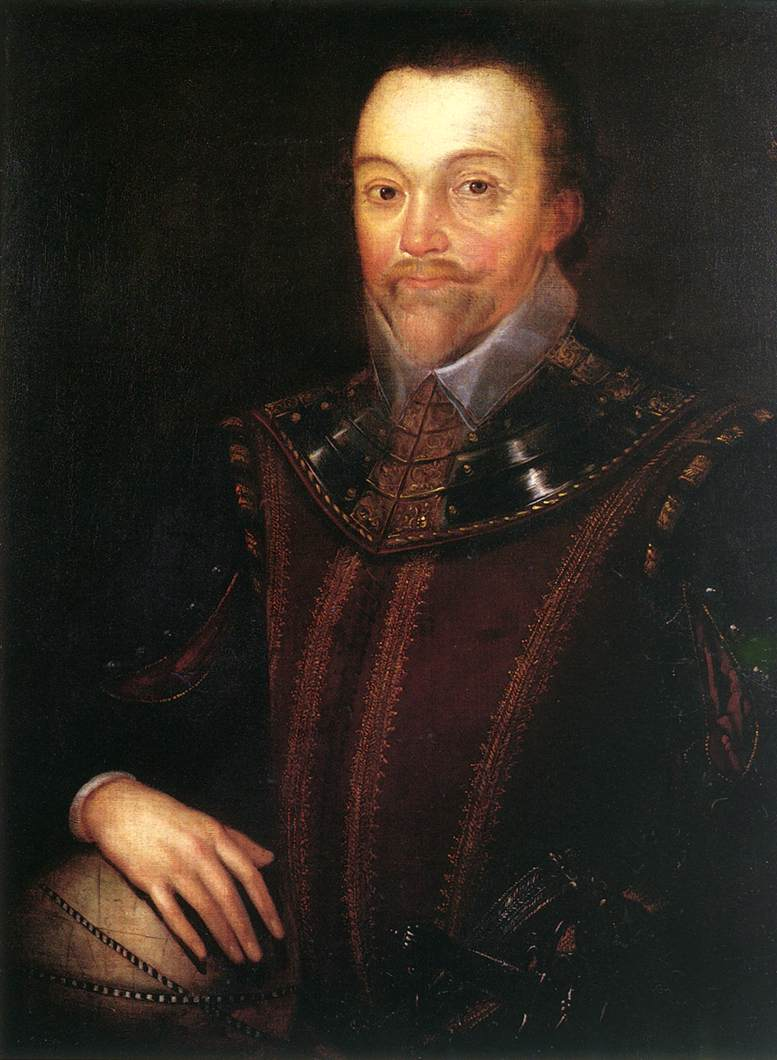
Сэр Фрэнсис Дрейк

В 1582 году одно из его судов, Утред или Бир, оцененное в 6035 фунтов стерлингов, выступило флагманом в неудачном плавании Эдварда Фентона и было переименовано в Лестер, предположительно в честь Роберта Дадли, 1-го графа Лестера, основного акционера компании. «Лестер» плавал вместе с сэром Фрэнсисом Дрейком в 1585—1586 годах и был одной из его эскадр в западной стране против Непобедимой армады, позже, возможно, приняв участие в последнем плавании Томаса Кавендиша. Некоторые другие корабли Генри Утреда отправились на Запад. В 1582 году он подал прошение в Тайный совет о возмещении убытков, понесенных им в Испании и Вест-Индии.
Генри Утред был вовлечен в ряд судебных процессов в результате его торговых предприятий. В ноябре 1582 года испанский посол сообщил лорд Берли, что «судно или два», принадлежавший мистеру Утреду из Саутгемптона, ограбили у Ньюфаундленда более 20 кораблей, принадлежащих королю Испании, и что Адмиралтейский суд присудил одно из них, «нагруженное рыбой и жиром», для Утреда, доставить в Бристоль . Более года спустя Франсиско Эрнандес из Вианы все ещё пытался получить компенсацию за то или иное нападение на португальские корабли у берегов Ньюфаундленда.

## Землевладелец в Ирландии
Сэр Генри Утред был одним из многих людей, которым предстояло извлечь выгоду из ирландских плантаций, конфискации земель у мятежных ирландских землевладельцев английской короной и колонизации этих земель поселенцами из Англии и Уэльса. Инвестиции Утреда в ирландские земли также оказались бы ещё одним источником судебных разбирательств.
В 1586 году Генри Утред вместе со своим пасынком сэром Уильямом Кортни и другими получил разрешение «управлять графствами Коннолл и Керри в одном лице». Компанию возглавлял Кортни, но Утред имел в ней значительную долю. К несчастью для «гробовщиков», на некоторые земли в Манстере, которые им были выделены, претендовали ирландцы, не участвовавшие в мятеже, и последующие судебные процессы постоянно истощали любую прибыль, полученную предприятием. В 1591 году Генри Утред получил решение Тайного совета в его пользу по поводу части закрепленного за ним имущества, но через два года оно было отменено, и в 1597 году дело осталось нерешенным.
Манстерская плантация 1580-х годов была первой массовой плантацией в Ирландии. Он был учрежден в наказание за восстание графов Десмондов, когда граф Десмонд восстал против английского вмешательства в провинции Мюнстер. Династия Десмондов была уничтожена после второго восстания Десмондов (1579—1583), а их поместья были конфискованы. Это дало английским властям возможность заселить провинцию колонистами из Англии и Уэльса, которые, как надеялись, станут оплотом против дальнейших восстаний. В 1584 году генеральный землемер Ирландии сэр Валентайн Браун и комиссия обследовала Манстер, чтобы выделить конфискованные земли английским гробовщикам, богатым колонистам, которые обязались ввозить арендаторов из Англии для обработки их новых земель. Кроме того, предполагалось, что английские гробовщики будут строить новые города и обеспечивать защиту засаженных земель от нападения. На самом деле гробовщики не предоставили необходимого количества людей для защиты себя и своих поселенцев и это имело бы катастрофические последствия во время Ирландского восстания 1598 года.
Во время Манстерской колонизации (с 1586 года) английские поселенцы были рассеяны по всей провинции, где бы ни была конфискована земля. Первоначально английским гробовщикам были даны отряды английских солдат для их защиты, но они были упразднены в 1590-х гг. в результате, когда началась Девятилетняя война ирландское восстание против английского правления, пришедшее в Манстер в 1598 году. Большинство поселенцев были изгнаны со своих земель без какого-либо сопротивления. «Более богатые люди, покинув свои замки и жилые дома», либо укрылись в обнесенных стенами городах провинции, либо бежали обратно в Англию, а «более бедные» (их настигло восстание) были убиты — «мужчина, женщина и ребёнок».

## Браки
Генри Утред женился дважды. Сначала он женился на Элизабет (ок. 1533 — 4 ноября 1576), вдове сэра Уильяма Кортни (ок. 1529—1557) и дочери Джона Паулета, 2-го маркиза Уинчестера (1510—1576), от его первой жены Элизабет Уиллоуби.
После смерти своей жены в 1576 году Генри Утред, по-видимому, женился на второй жене, о которой ничего не известно.
У него не было детей ни от одной из жён.

## Смерть
5 октября 1598 года сэр Генри Утред и его жена покинули свой ирландский дом и бежали в Лимерик, расположенный в пятнадцати милях отсюда. Сообщалось, что его «замки Меан, Паллис и Балленвилли» были оставлены, а через три дня его замок Майн, расположенный близ Раткейла, был сожжен ирландскими мятежниками. Генри Утред умер в Лимерике в июне 1599 года, а к декабрю 1603 года его вдова вернулась в Англию. До 1609 года леди Утред продала Сеньории Мэйн и Бьюли Джорджу Кортни, четвёртому сыну сэра Уильяма Кортни, который отныне носил имя Джорджа Огтреда Кортни.